# Parche de Wittmann
El parche de Wittmann (Wittmann patch) es un dispositivo artificial que sirve como prótesis temporal de la fascia abdominal en aquellos casos en los que el abdomen no puede ser cerrado debido a síndrome compartimental abdominal o porque se planean múltiples operaciones en el paciente (reparación abdominal por etapas). Este consiste en dos hojas estériles de propileno, una con microganchos y la otra con asas.

## Indicaciones
- Síndrome compartimental abdominal
- Trauma abdominal
- Peritonitis / infecciones intra-abdominales
- Pancreatitis aguda
- Isquemia mesentérica
- Hemorragia intra-abdominal traumática y no traumática
- Complicaciones de la ruptura de un aneurisma de la aorta abdominal
- Complicaciones de un trasplante de órganos abdominales

## Contraindicaciones
El Parche no deberá ser utilizado como implante permanente.

## Técnica quirúrgica
La hoja más suave, que es la que contiene las asas, deberá ser suturada a la fascia derecha utilizando una sutura continua con Nylon #1. Los puntos de sutura deberán estar separados 2 cm entre sí, abarcando 2 cm hacia la fascia y 1–2 cm hacia la hoja del Parche. Deberá verificarse que la superficie de la hoja que contiene las asas esté orientada hacia el exterior de la pared abdominal. Una vez suturada, esta hoja con asas se desliza hacia el otro lado de la incisión, entre el peritoneo parietal y visceral, cubriendo el contenido abdominal.
Posteriormente la hoja más rígida, que es la que contiene los micro-ganchos, se sutura de forma similar a la fascia izquierda. La superficie que contiene los micro-ganchos debe ser presionada gentilmente contra las asas de la otra hoja. En muchos casos debido a la hipertensión peritoneal masiva la hoja con micro-ganchos no requiere ser recortada para cubrir la herida abdominal.

## Beneficios clínicos
El uso del Parche de Wittmann en los pacientes permite una tasa significativamente elevada de cierre primario tardío de las fascias después de haber utilizado el cierre temporal abdominal en comparación con el cierre únicamente a través de vacío o con el uso de la bolsa de Bogotá.
El uso del Parche de Wittmann en combinación con la Reparación Abdominal por Etapas disminuye la mortalidad un 20% en pacientes con marcador APACHE-II de 20.

## Historia
El Parche de Wittmann fue inventado por Dietmar H. Wittmann, MD, PhD, FACS en 1987 cuando era profesor de cirugía de la Escuela de Medicina de la Universidad de Hamburgo, en Alemania. El Dr. Wittmann continuó su investigación con el Parche como profesor de cirugía del Departamento de Cirugía de la Escuela de Medicina de Wisconsin, Estados Unidos.